# Rian Agung Saputro
Rian Agung Saputro (* 25. Juni 1990 in Karanganyar, Jawa Tengah) ist ein indonesischer Badmintonspieler.

## Karriere
Rian Agung Saputro wurde 2008 Fünfter bei der Junioren-Weltmeisterschaft. 2010 wurde er Neunter bei der Hong Kong Super Series. Bei der India Super Series 2011 wurde er Zweiter, bei der Indonesia Super Series des gleichen Jahres Fünfter. In der indonesischen Superliga 2011 belegte er Platz zwei mit dem Team von PB Jayaraya Suryanaga.

## Sportliche Erfolge
| Saison | Veranstaltung              | Disziplin    | Platz | Name                                        |
| ------ | -------------------------- | ------------ | ----- | ------------------------------------------- |
| 2008   | Junioren-Weltmeisterschaft | Herrendoppel | 5     | Rian Agung Saputro / Yohanes Rendy Sugiarto |
| 2010   | Hong Kong Super Series     | Herrendoppel | 9     | Rian Agung Saputro / Angga Pratama          |
| 2011   | Indonesia Super Series     | Herrendoppel | 5     | Rian Agung Saputro / Angga Pratama          |
| 2011   | India Super Series         | Herrendoppel | 2     | Rian Agung Saputro / Angga Pratama          |
| 2011   | Indonesische Superliga     | Team         | 2     | PB Jayaraya Suryanaga                       |
| 2011   | Universiade                | Team         | 1     | Indonesien                                  |
| 2023   | Indonesia International    | Herrendoppel | 1     | Berry Angriawan / Rian Agung Saputro        |